# 戈尼科普帕尔
戈尼科普帕尔（Gonikoppal），是印度卡纳塔克邦果達古縣的一个城镇。总人口7251（2001年）。

## 人口
该地2001年总人口7251人，其中男性3800人，女性3451人；0—6岁人口910人，其中男465人，女445人；识字率77.89%，其中男性为82.71%，女性为72.59%。